# Taddeo
Taddeo ist eine italienische Variante des Vornamens Thaddäus. Außerdem ist Taddeo ein vor allem in Süditalien verbreiteter Familienname.

## Namensträger

### Vorname
- Taddeo Alderotti (* zwischen 1215 und 1223; † 1295 oder 1303), italienischer Arzt und Gründer einer medizinischen Schule in Bologna
- Taddeo di Bartolo (* um 1362/1363; † nach dem 26. August 1422), Maler und Freskenmaler aus Siena
- Taddeo Duno (1523–1613), Schweizer Arzt und Wissenschaftler
- Taddeo Gaddi (1290–1366), italienischer Maler
- Taddeo de Parma, Gelehrter und Professor an der Artisten-Fakultät der Universität Bologna, siehe Thaddäus von Parma
- Taddeo Zuccari (1529–1566), italienischer Maler, Hauptvertreter des Manierismus

### Familienname
- Abbie Taddeo (* 1994), australische Hürdenläuferin
- Lisa Taddeo (* 1980), US-amerikanische Schriftstellerin